# Puerto de Sines
El puerto de Sines es un puerto portugués de aguas profundas, de fondos naturales hasta 28 m, con terminales especializados que permiten el movimiento de diferentes tipos de mercancías. Además de ser el principal puerto en la costa atlántica de Portugal, debido a sus características geofísicas, es la principal puerta de entrada de abastecimiento energético de Portugal: gas natural, carbón, petróleo y sus derivados (Características, 2007). 
Su construcción tuvo inicio en 1973 y entró en explotación en 1978. El 14 de diciembre de 1977 fue creada la Administración del Puerto de Sines (APS) (30.º, 2007). El puerto opera 365 días al año, 24 horas al día, proporcionando servicios tales como: control de tráfico marítimo, pilotaje, remolque y amarre; control de accesos y vigilancia, agua potable y depósitos; combate de accidentes contaminantes y reparaciones a bordo o en tierra (Servicios, 2007). El puerto de Sines se encuentra a 37º 57' de latitud Norte y a 08º 52´ de longitud Oeste, a 58 millas marítimas al Sur de Lisboa (Localización, 2007).

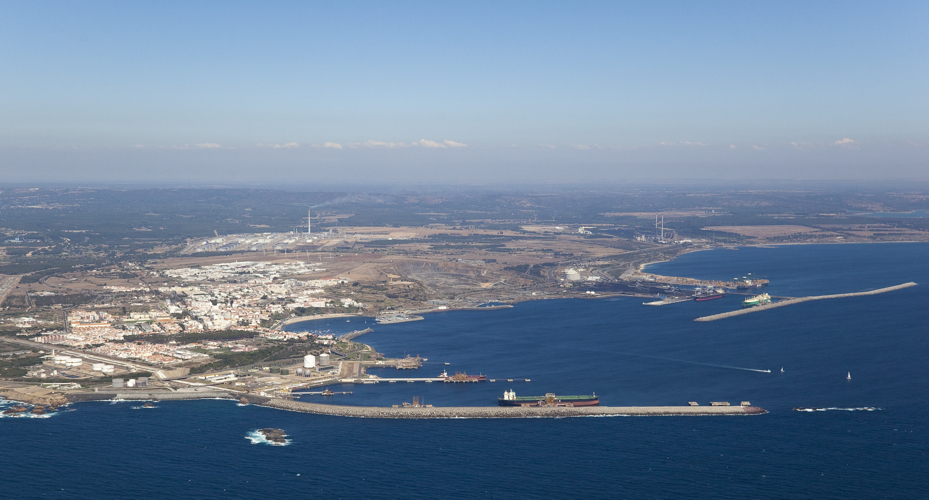
Panorámica.

## Historia

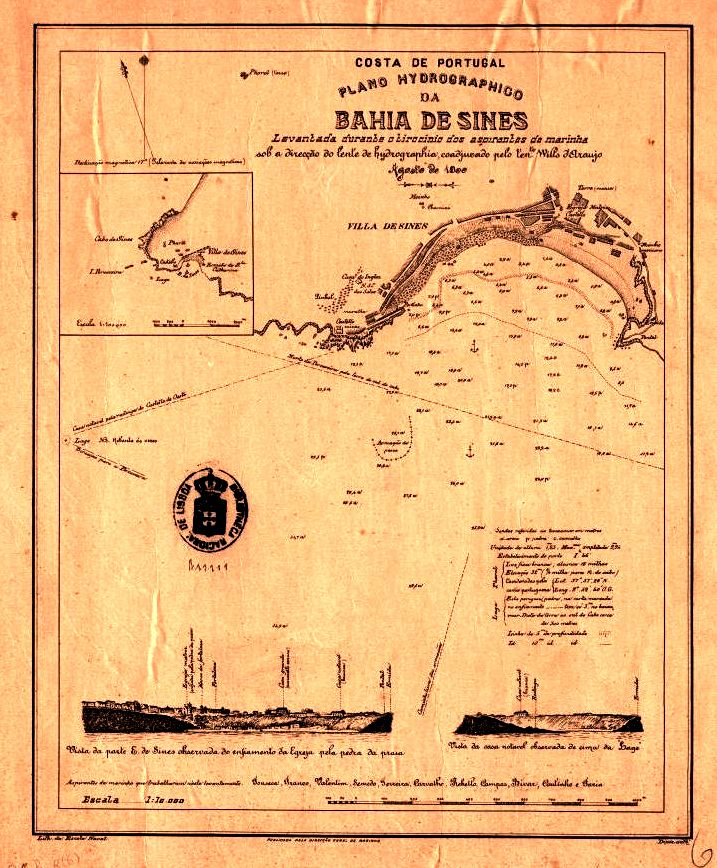
Plan hidrográfico de la bahía de Sines

En 1929, la localidad de Sines fue clasificada en el plan de mejoramiento portuario, con la finalidad de ser efectuadas obras con inicio fechado para 1945. En realidad ninguna de las obras previstas fue realizada y el puerto de Sines volvió a figurar en el plan de Fomento (1964-1975).
En 1971, por Decreto de ley, surge la noticia de la creación de un emprendimiento. Era necesaria la elección de la localización del nuevo puerto. Para esto fueron realizados estudios profundos, con opción a construirlo en Lisboa, Setúbal o Sines (25, 2004, p. 22). A pesar de poseer buenas condiciones de resguardo, el estuario del Tajo y del Sado son limitados por sus costas que, a pesar de ser profundas, solo permiten navíos con calado hasta cerca de 13 m, previo un dragado. El estudio de la polución ambiental, de 1971, mostró que Sines era la localidad menos contaminada y que tenía las mejores condiciones geográficas para la dispersión de la polución atmosférica, una vez que las industrias a instalar, a pesar de estar debidamente equipadas, no podrían dejar de contaminar 
(Martins, 2004, p. 2). Después la evaluación de los estudios, los argumentos pesaron a favor de Sines, para la localización del nuevo puerto (25, 2004, p. 16). Fue creado el Gabinete del Área de Sines (GAS), con la subcordinación de la Presidencia del Consejo de Ministros, con el objectivo de planear y coordinar el desarrollo del área de Sines. 
(Martins, 2004, p. 3).
En 1973, fue adjudicada la primera fase de las obras de construcción del puerto, constituida esencialmente por 
(Martins, 2004, p. 10-11):
- un muelle oeste con cerca de 2 025 m y tres puestos de acoplamiento;
- terminal de productos refinados;
- sector de carga en general;
- muelle sur con la finalidad de proteger el sector de cargas generales y servir de base a la futura terminal de minerales.

En 1974, con el objetivo de procurar inversiones y oportunidades comerciales, se efectuaron visitas a Australia y a Japón 
(Martins, 2004, p. 14).
En 1977, terminó la gestión y explotación del puerto de Sines por el GAS. El GAS fue considerado como falto de idoneidad para explorar y administrar los emprendimientos existentes, estando en esta fase concluidas las obras en el muelle oeste y en fase de conclusión el terminal petrolero. Fue, así, creada, en ese mismo año, el APS, que apuntaba a fomentar el polo industrial ya en desarrollo (25, 2004, p. 26).
En 1979, el muelle oeste fue alcanzado por tempestades que ocasionaron grandes estragos. Su rehabilitación solo fue concluida en 1992 (25, 2004, p. 28).
En 2004, el puerto de Sines ya se había vuelto esencial en la recepción de crudo, carbón y gas natural 
(Martins, 2004, p. 20).

## Inversión
En el año de 2002 fueron invertidos 48,3 millones de euros, cerca de 130 por ciento del valor presupuestado. Con ejecución en 2002, se destacan los proyectos (Informativo y contables del ejercicio de 2002, 2007, p. 24):
- ampliación del muelle Este, con una inversión de 36,5 millones de Euros, 157 por ciento del valor presupuestado;
- accesibilidad ferroviaria a la terminal de contenedores, una inversión de 4,6 millones de euros, 77 por ciento del presupuesto;
- alteración de los circuitos de movimiento de los brazos de carga del terminal petrolero, una inversión de 1,7 millones de Euros, 78 por ciento del presupuesto.

En 2003 la inversión efectuada por la APS alcanzó 17,9 millones de euros, 80 por ciento del valor presupuestado. Los proyectos más relevantes son (Informativo y contables del ejercicio de 2003, 2007, p. 26-27):
- ampliación del muelle Este;
- accesos terrestres, con rotonda a nivel al terminal de contenedores;
- electrificación del ramal ferroviario hasta la terminal de contenedores.

En 2004, fue efectuado una inversión de 9,7 millones de euros por la APS, 81,5 por ciento del valor estimado. Los proyectos más representativos son (Informativo y contables del ejercicio de 2004, 2007, p. 29-31):
- ampliación del muelle Oeste;
- accesos terrestres, con rotonda a nivel al terminal de contenedores;
- electrificación del ramal ferroviario hasta el terminal de contenedores;
- circulación por carretera y acceso a la Zona de Actividades Logísticas (ZAL) y puerto recreativo;
- infraestructuras urbanas de la ZAL;
- sustitución de los brazos de carga del terminal petrolero;
- rehabilitación de estructuras de hormigón del puerto.

En el año de 2005 fue efectuada una inversión de 3,5 millones de euros por la APS, 45,8 por ciento del valor presupuestado. Entre los principales inversiones se destacan (Informativo y contables 2005, 2007, p. 53-54):
- reparación de las estructuras de hormigón armado;
- infraestructuras terrestres del puerto recreativo;
- construcción de las infraestructuras urbanas y de la ordenanza de la ZAL.

En 2006 la inversión efectuada por la APS alcanzó cerca de 16 millones de euros. Los principales inversiones fueron efectuados en edificios y otras construcciones; equipamiento básico, con la adquisición de una equipo para el combate de incendios; equipamientos de transporte; mantenimiento y conservación. Entre las principales inversiones se encuentran: (Informativo y contables 2006, 2007, p. 34-35):
- continuación de la reparación y rehabilitación de las infraestructuras marítimas de hormigón armado (puestos de acoplamiento) y terrestres (edificios, pontones, etc.) de los terminales petrolero y petroquímico;
- construcción del edificio del puerto recreativo, con la finalidad de prestar apoyo a los usuarios del puerto, destinándose también al apoyo administrativo y a acoger las entidades gestoras del puerto recreativo (autoridad portuaria, marítima y otras) y también el Instituto de Socorros a Náufragos;
- ejecución de las infraestructuras viarias, redes de abastecimiento de aguas y de distribución de gas, electricidad, telecomunicaciones y ordenanza de la ZAL;
- construcción del edificio de apoyo en las actividades logísticas;
- construcción del talud de retensión que busca garantizar la seguridad de los terraplenes del parque de almacenamiento en tanques de hidrocarburos.

## Autoridad portuaria
La Administración del Puerto de Sines, S.A., abreviadamente denominada como APS S.A. es una sociedad anónima de capitales exclusivamente públicos, radicada en Sines. El APS tiene como finalidad administrar del puerto de Sines, gerenciando su explotación económica, conservación y desarrollo, estableciendo también el ejercicio de las competencias y prerrogativas de la autoridad portuaria que le sean atribuidas. Su área de jurisdicción se compone de dos zonas: la zona marítima con 1 476 ha y la zona terrestre con 657 ha.
La sociedad tiene como órganos sociales a asamblea general, el consejo de administración y el fiscal único. Su capital social se encuentra repartido por 9 902 500 acciones nominativas, que deben pertenecer exclusivamente al Estado, a personas colectivas de derecho público, a empresas públicas o sociedades de capitales exclusivamente públicos (Estatutos de la APS, 2007).

## Puertos

### Puerto de pesca

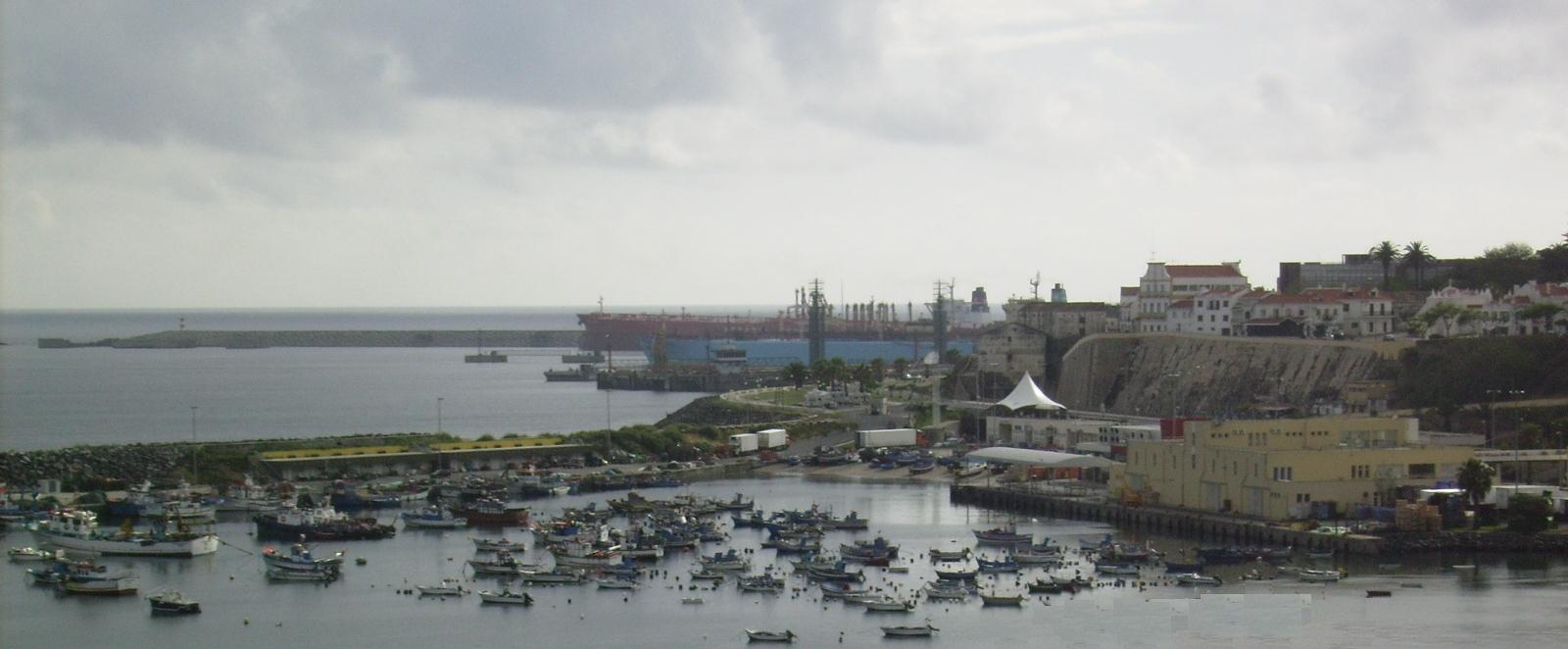
Puerto de pesca

El puerto de pesca, de tradición popular en Sines, fue objeto de obras de mejoramiento que le dotaron de un muelle de servicios y un muelle de descarga de pescado, rampa de varado y diversas instalaciones terrestres de apoyo. Está formado por una cuenca interior, protegida por un espigón que ofrece buenas condiciones de protección para el acoplamiento y fondeo de las embarcaciones de pesca. 
El muelle de servicios tiene 220 metros de longitud y fondos de -2,50 (m s. n. m.) y el muelle de descarga de pescado tiene 140 metros de longitud y fondos de -4,5 metros de profundidad tanto en la cuenca de maniobra como en la de acoplamiento. 
La rampa de varado, entre los dos muelles, tiene un área de 2 150m2. En tierra, el Puerto de Pesca dispone de los edificios de la subasta y servicios administrativos, de comercio y de una fábrica de hielo. Cuenta también con oficinas de mantenimiento, puesto de abastecimiento de combustibles, puesto de recepción de aceites usados, abastecimiento de agua y energía y almacenes individuales de apoyo a titulares de unidades pesqueras.

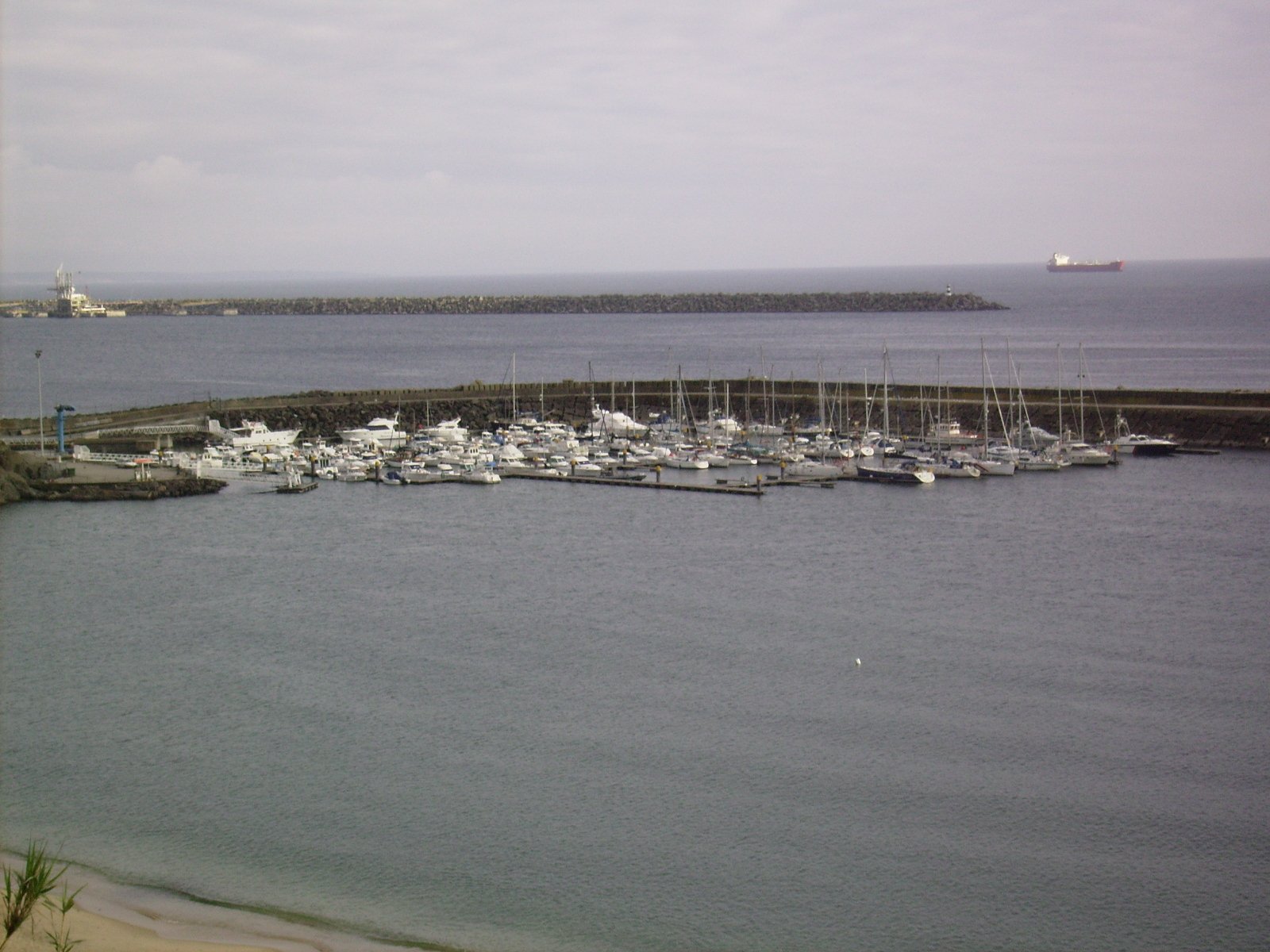
Puerto recreativo

.

### Puerto recreativo
Junto a la Playa Vasco de la Gama, se encuentra el Puerto recreativo de Sines. Punto de paraje obligatorio de las embarcaciones de recreo que recorren la costa portuguesa en rutas nacionales o internacionales, este puerto abre nuevas perspectivas a la explotación turística de Sines y de toda la Costa Vicentina. 
Se trata del único puerto recreativo de la costa marítima entre Setúbal y el Algarve, en una zona donde la navegación recreativa es intensa durante todo el año. Señálese, igualmente, que el moderno complejo portuario e industrial poco o nada alteró la excelente reputación de Sines como destino turístico. 
El Puerto recreativo de Sines está constituido por un muelle de resguardo, muelle de transporte, rampa de varado, grúa móvil, retención marginal, terraplenes y "fingers" flotantes para el acoplamiento de embarcaciones. Su capacidad actual es de 230 lugares de amarre, previéndose una gradual ampliación hasta 250 lugares, así como de un número considerable de lugares de estacionamiento en tierra. Dispone también de una amplia variedad de servicios, tales como abastecimiento de agua y electricidad, almacenes y picaderos, instalaciones sanitarias y balnearios, lavanderías, puesto de abastecimiento de combustibles, recepción de aceites usados, teléfono público, pago automático, vigilancia, datos meteorológicos, alguna capacidad local de reparaciones y de servicio de restaurante y bares que reciben a la población en general y a los navegantes en particular.
.

## Terminales

### Terminal de contenidos líquidos
El TGL – Terminal de Contenidos Líquidos, inaugurado en 1978, es el mayor terminal de contenidos líquidos del país, y fue concebido en una arquitectura de multicliente y multiproducto. Ofreciendo seis puestos de acoplamiento y fondos naturales hasta 28 metros de profundidad, tiene capacidad para recibir navíos de hasta 350.000 toneladas Dwt, y permite la circulación simultánea de diferentes productos (crudo, refinados del petróleo, gases licuados y otros contenidos líquidos). 
La terminal tiene también una red de tuberías para el traslado de los productos entre el puerto, la zona adyacente de almacenamiento en tanques y el ZILS – Zona Industrial y Logística donde están instaladas las principales industrias que utilizan la terminal, de las cuales se destacan la refinería de Sines, petroquímica, fábrica de resinas y fábricas de tabaco. 
La CLT – Compañía Logística de Terminales Marítimos, perteneciente al grupo Galp Energía, tiene la concesión de servicio público de movimiento de cargas en esta terminal
En lo que respecta a la seguridad y operaciones, la terminal está equipada con un moderno sistema informático de comando y control que permite cumplir los más elevados patrones de seguridad en las operaciones que allí desarrollan. Por otro lado, tiene asociada una estación de tratamiento de aguas residuales que permite dar cumplimiento a todas las exigencias de orden ambiental. 
El TGL cuenta también con una buena capacidad de expansión, pudiendo recibir nuevos clientes que se quieran localizar en la zona de almacenamiento en tanques o en la ZILS. Esta terminal dispone también de un parque de depósitos que permite abastecer los navíos en el TGL a través de instalación fija, y en todo el puerto a través de barcazas. 
Principales características: 
– 6 puestos de acoplamiento 
– Fondos de hasta -28 metros. 
– Navíos hasta 350.000 dwt 
– Principales Productos Manejados: Refinados, LPG, Metanol y Nafta Química
.

### Terminal petroquímico
El TPQ – Terminal Petroquímico, inició su operación en 1981 y permite la circulación de productos petroquímicos a través de tuberías dispuestas entre los navíos y el complejo petroquímico localizado en la ZILS – Zona Industrial y Logística de Sines. Esta terminal es operada por la Repsol Polímeros en régimen de concesión de uso privativo. 
El TPQ presenta dos puestos de acoplamiento, con fondos de 12 metros, que le permiten la recepción de navíos de hasta 20.000 m³ de capacidad de carga, manejando productos como Propileno, Etileno, Butadieno, ETBE, Etanol, MTBE, Mezcla Aromática, Metanol. 
Es parte integrante de esta terminal un parque de almacenamiento con dos tanques criogénicos de almacenamiento de etileno (25.000 m³) y propileno (22.000 m³), dos esferas de butadieno con 4.500 m³ cada una, un tanque de ETBE con 10.000 m³ y un tanque de etanol con 6.000 m³. 
Principales características: 
– 2 Puestos de acoplamiento 
– Fondos de -12m. 
– Navíos hasta 20.000 m³ 
– Principales productos manejados: Propileno, etileno, butadieno, ETBE, etanol, MTBE, mezcla aromática, metanol
.

### Terminal multipropósito
El TMS – Terminal Multipurpose de Sines inició su explotación en 1992 en régimen de concesión de servicio público a la empresa Portsines, y habiendo sido preparado para el movimiento de contenidos sólidos y carga general. 
Ofrece cuatro muelle de acoplamiento, con una longitud total de 645. Con profundidades de hasta 18 metros, permite la recepción de navíos hasta 190.000 toneladas Dwt. 
El terminal está equipado con dos pórticos, con una capacidad media de movimiento de 2.000 toneladas por hora, para el movimiento de contenidos sólidos como carbón para las centrales termoeléctricas nacionales. Tiene también un parque de almacenamiento de carbón para la central termoeléctrica de Sines, y por ferrocarril para la central termoeléctrica del Atrapado. 
En lo que respecta a la Carga General existe una amplia área de muelle y de almacenamiento de mercancías que llegan por carretera y por ferrocarril, existindo lotes disponibles para la instalación de empresas en el área adyacente a la terminal. 
Principales características: 
– 4 Muelle de acoplamiento 
– Longitud del Muelle: Intradorso: 296 m, Extradorso: 645 m 
– Fondos de -18m 
– Navíos hasta 190.000 Dwt 
– Principales Mercancías Manejados: Contenidos Sólidos, Carga General.
.

### Terminal de gas natural licuado
La TGN – Terminal de Gas Natural inició la actividad en 2003, operado en régimen de concesión de uso privativo por la empresa REN Atlántico, transportando más del 50% del Gas Natural consumido en Portugal. 
Ee en este momento la principal fuente nacional de abastecimiento de este producto y tiene una enorme importancia estratégica nacional una vez que se constituye como alternativa al gasoducto terrestre. 
Principales características: 
– 1 puesto de acoplamiento 
– Profundidad 15 m 
– Navíos de hasta 216.000 m³ 
– Producto trasportado: Gas Natural Licuado

### Terminal de contenedores

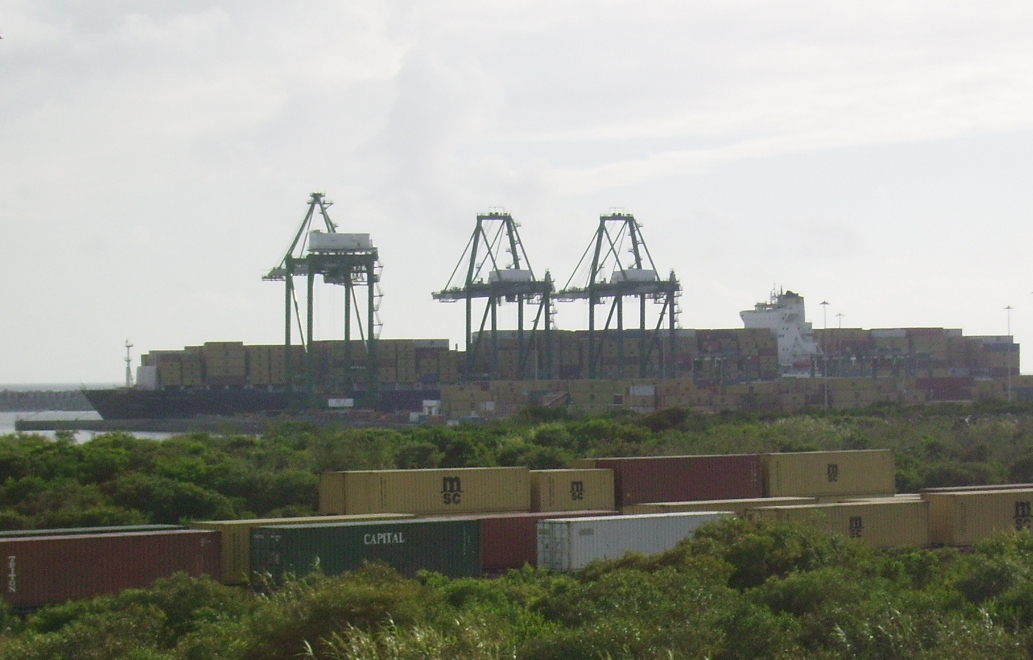
Terminal de contenedores

El Terminal de Contenedores de Sines, llamado TXXI, inició su actividad en 2004 y es operado en régimen de concesión de servicio público por la empresa PSA Sines (PSA – Port Singapore Authority). 
Con un desarrollo sustentable la Terminal XXI ofrece fondos naturales de 16 metros de profundidad, permitiendo la recepción de los grandes navíos porta-contentores de las rutas transcontinentales y de los navíos de las respectivas conexiones costeras. 
Hoy en día, con una longitud de muelle de 380 metros y dotada de pórticos post-panamax y super post-panamax, está en curso el plan de expansión que planea una apmliación del muelle hasta los 730 metros y la instalación de más pórticos super post-panamax, que le permitirá transportar una capacidad total de 800.000 TEU por año. 
La próxima fase de desarrollo por la PSA Sines comprenderá la construcción de un muelle con una extensión útil de más de 210 metros, logrando así un total de 940 metros, siempre con profundidades de más de 16 metros. Fuente:

## Accesibilidad

### Accesibilidad marítima
Es un puerto abierto al mar constituido por dos muelles de resguardo, denominados Muelle Oeste (con 2 mil metros de orientación N-S) y por el Muelle Este (con 2,2 mil metros y orientación NO-SE. Dispone de profundidades naturales no sujetas a la sedimentación, habiendo sido preparado para recibir navíos de gran tipo debido a la inexistencia de restricciones de fondo.

### Accesibilidades ferroviarias
El puerto posee accesibilidades terrestres para el tráfico, esto es, conexiones ferroviarias directas entre líneas nacionales e internacionales, a partir de la zona industrial (Accesibilidades, 2007).

## Movimiento portuario

### Movimiento de navíos
En 2005 hubo un aumento significativo del movimiento de navíos, cerca de 15,5 por ciento, debido, esencialmente, al adosamiento del movimiento de navíos de contenedores.
En 2006 ingresaron al puerto 1 422 navíos, con un total de tonelage bruto de 29 727 002 GT, de los cuales 285 eran nacionales y 1 137 extranjeros. Del total de navíos que entraron en el puerto durante este año, 1 320 efectuaron operaciones comerciales de carga/descarga y 102 efectuaron diversas operaciones, tales como abastecimiento de depósitos, deslastre, gasificación, reparaciones y visitas de cortesía.
El Terminal XXI registró un aumento significativo en el número de navíos, habiendo atracado 268 navíos en esta Terminal, de los cuales 7 mistos de carga general/contenedores, 1 granero (que apenas efectuó reparaciones) y 260 portacontentores. Los servicios regulares de la Mediterranean Shipping Company, de la Ibero Líneas/Holand Maas y de la Lin Lines, contribuyeron a este aumento (Informativo y contables 2006, 2007, p. 13).
En 2009 el “producto” portuario presentó índices de evolución que, a pesar de la crisis económica muy desfavorable, demostró una reacción siempre positiva, una vez que los Terminales de Contenidos Líquidos y Petroquímico y todos los terminales presentaron índices de crecimiento positivos.
La consolidación del Terminal de Contenedores, con un movimiento total de 253.495 TEU en 2009, revela cada vez más su excelente performance y un crecimiento sustentado, inclusive en plena crisis económica, y lo coloca en una posición considerable en términos nacionales.

## Calidad, ambiente y seguridad
La Administración del Puerto de Sines implementó un «sistema de gestión integrado de la calidad, ambiente y seguridad y salud en el trabajo», para que sea asegurada la satisfacción de los clientes, según las NP EN ISO 9001:2008, NP EN ISO 14001:2004 y OHSAS 18001:2007 (Política, 2008, p. 3).
La política adoptada se basa en principios que tienen como finalidad mejorar la calidad y eficacia de los servicios aportados; prevenir, controlar y minimizar la polución generada por los residuos provenientes de las actividades, invirtiendo en nuevas tecnologías y utilizando procesos menos contaminantes. Asegurar que los colaboradores, sean los propios o los contratados, posean una formación adecuada promoviendo la importancia de la mejoría continua y el cumplimiento de los requisitos legales reglamentados que se aplican a los servicios, en las cuestiones ambientales y a la seguridad y salud en el trabajo.
En relación con la estrategia ambiental del puerto, esta se basa en el combate a la polución y en la aplicación de medidas de prevención, que puedan minimizar las emisiones al aire, agua y al suelo; en la monitorización de los ambientes marinos del puerto, en el control de la calidad de las aguas residuales, balnearios y en la monitorización de las emisiones gaseosas de la central de producción de vapor, efectuada por entidades relacionadas con la investigación (Informativo y contables 2006, 2007, p. 24-25).

### Accidente
Desde 1970 se registraron 22 accidente graves de polución con hidrocarbonatos en la costa portuguesa. En 1980, el navío Campeón que transportaba gasolina, estalló causando víctimas (Fonseca et al., 2002).
El navío-tanque Nisa, el 26 de mayo de 1987, explotó durante una operación de descarga, contaminando las playas de Sines, Puerto Covo y la isla del Pessegueiro, con crudo (Carvalho, 2007).
El 14 de julio de 1989, el petrolero Marão, de origen portugués (Carvalho, 2007), derrama cerca de 4.500 t de crudo en la secuencia de un encastre en el terminal petrolero. Se procedió a la limpieza de 35 km de arenales durante 45 días (Portugal, 2007, p. 3).

## ZALSINES - Zona de Actividades Logísticas de Sines
El ZALSINES es uno de los pilares esenciales del Portugal Logístico que, integrado al puerto y a la ZILS, constituye una plataforma logística moderna, con elevado potencial estratégico para servicios de valor añadido. 
Se encuentra implantado en una vasta área con idoneidad logística y disponibilidad de suelo. Está orientado a la instalación de empresas industriales y de servicios, servida por un sistema ferroviario de gran capacidad e integrado a uno de los principales ejes multimodales de la Red Transeuropea de Transportes (Eje Prioritário n.º 16). 